# Xylotrechus latefasciatus
Xylotrechus latefasciatus är en skalbaggsart. Xylotrechus latefasciatus ingår i släktet Xylotrechus och familjen långhorningar.

## Underarter
Arten delas in i följande underarter:
- X. l. latefasciatus
- X. l. ochroceps